# Учхоза сільхозтехнікума
Учхо́за сільхозте́хнікума (рос. Учхоза сельхозтехникума, башк. Сельхозтехникум учхозы) — присілок (у минулому селище) у складі Кушнаренковського району Башкортостану, Росія. Входить до складу Кушнаренковської сільської ради.
Населення — 36 осіб (2010; 48 у 2002).
Національний склад:
- башкири — 58 %
- росіяни — 42 %

У радянські часи присілок називався Учхоз.